# Evita, quien quiera oír que oiga
Evita, quien quiera oír que oiga es una película argentina documental-biográfíca de 1984 dirigida por Eduardo Mignogna, en su primer largometraje como director de cine. Es protagonizada por Flavia Palmiero en el rol de Evita, además de la voz de Silvina Garré en el mismo papel. Fue escrita por Mignogna junto a Santiago Carlos Oves, y la música fue compuesta por Lito Nebbia. Se estrenó el 26 de abril de 1984.
Si bien Evita, quien quiera oír que oiga se desarrolla como un docudrama ficcionado, el film fue el primer largometraje argentino dedicado exclusivamente a narrar la vida de Eva Perón.

## Sinopsis
El documental narra la historia de Eva Perón desde sus orígenes en Junín y su viaje a la ciudad de Buenos Aires, siguiendo su sueño de ser actriz. Imágenes de archivo se alternan con entrevistas a escritores, filósofos, historiadores y demás personalidades de la cultura y política que analizan la vida y obra de Eva Duarte de Perón.

## Reparto
- Flavia Palmiero: Evita
- Silvina Garré: Voz de Evita
- Carlos De La Rosch: Juan (hermano de Evita)
- Marisa Varela: Rita Molina
- Norma Anniutti
- Alejandra Moroco
- Marita Varela
- Verónica Bruno

### Entrevistados
- Ernesto Sabato
- José Pablo Feinmann
- Silvina Bullrich
- Juan José Sebreli
- Félix Luna
- Fermín Chávez
- Cipriano Reyes
- Litto Nebbia
- Arturo Mathov
- Adolfo Pérez Esquivel
- Dalmiro Sáenz
- Jorge Abelardo Ramos
- Jack Anderson
- Magela Zanotta
- Marita Varela
- Graciela Maglie